# Мертва королева
Мертва королева (фр. La reine morte) — драма в трьох діях Анрі де Монтерлана, написана в 1942 році та вперше поставлена 8 грудня 1942 року в Comédie-Française режисером П'єром Дюксом, з декораціями та костюмами Ролана Удо, з Жаном Йоннелем, Мадлен Рено та Жюльєном Берто в головних ролях. У 1960-х роках роль Інес де Кастро талановито виконала Женев'єв Касіль, акторка Comédie-Française (режисер П'єр Дюкс, потім П'єр Франк), цю роль вона також зіграла на телебаченні у постановці Роже Іґлезіса.
«Мертва королева» здобула великий театральний успіх і є однією з найвідоміших п'єс автора. Вона розвиває класичну тему кохання, на заваді якому постає державний інтерес.

## Генезис роботи
Як стверджує сам Монтерлан, п'єса була написана менш ніж за п'ять тижнів, орієнтовно у травні 1942 року в Грасі.
На створення цієї роботи його надихнув літератор Жан-Луї Водуайє, тодішній директор Comédie-Française, який у жовтні 1941 року запропонував Монтерлану зробити переклад однієї з п'єс іспанської Золотої доби. Монтерлан прочитав, зокрема, «Кохання без знання кого» (Amar sin saber a quién) Лопе де Вега та «Відродження після смерті» (Reinar después de morir) Луїса Велеса де Гевари. Остання п'єса, натхненна історією португальських королів Альфонса IV і Педру I та Інес де Кастро, привернула увагу автора через порушені в ній теми, які резонували з його власним бажанням писати, і проект перекладу перетворився на створення абсолютно нової п'єси.
Оскільки генеральна репетиція виявилася незадовільною, П'єр Дюкс і Водуайє вирішили вирізати деякі сцени для прем'єри, не обговоривши їх з самим автором заздалегідь. Монтерлан був розлючений та не прийшов на прем'єру. Тим не менш, п'єса мала успіх: 8 листопада 1943 року в Comédie-Française відсвяткували соту виставу; її грали за кордоном, зокрема, військовополонені в Німеччині.

## Персонажі
- Ферранте, король Португалії, 70 років
- Принц Дон Педро, син короля, 26 років
- Егас Коельо, перший міністр
- Дон Крістобаль, колишній гувернер принца
- Адмірал флоту та Морський володар
- Діно дель Моро, королівський паж
- Дон Едуардо, особистий секретар короля
- Дон Мануель Окайо
- Інфант Наваррський
- Капітан Баталя
- Два королівських пажі
- Лейтенант Мартінс
- Інес де Кастро, 26 років
- Інфанта Наваррська, дона Бланка, 17 років
- Три придворних інфанти
- Оціфери, солдати, придворні та інші

## Короткий зміст
Було заплановано шлюб між інфантою Наваррською та принцом Педро, сином Ферранте, короля Португалії. Метою було укласти політичний союз між двома королівствами проти Кастилії.
П'єса відкривається зустріччю короля Ферранте з інфантою Наваррською в замку Монтемор-о-Велью. Сімнадцятирічна дівчина розповідає йому, що син короля, Педро, відмовився одружитися з нею. Принижена, вона вирішує повернутися до Наварри. Ферранте просить у неї трохи часу, щоб напоумити сина.
Під час особистої зустрічі з Педро він спробував нагадати синові про його обов'язки принца. Він заперечує, що його роман і прихильність до Інес де Кастро (про яку ще раніше стало відомо) стають на заваді одруженню з інфантою. Незважаючи на наполягання Ферранте, Педру вперто відмовлявся від ідеї одруження. Він був глибоко закоханий у молоду дівчину і не хотів жертвувати своїм щастям заради держави. Боячись батька, він не наважився сказати йому, що таємно одружився з нею і що та чекає від нього дитину, але сама Інес розповідає королю правду, не повідомляючи про свою вагітність.
Ферранте арештував свого сина і замкнув його в замку Сантарен з єдиною метою — повернути його до здорового глузду. Оскільки розірвати шлюб було неможливо, кілька радників короля закликали його вбити Інес заради держави. Ціль полягала в тому, щоб усунути жінку, яка стояла на шляху до важливого політичного союзу, і продемонструвати силу короля. Однак Ферранте, котрий відчув прихильність до молодої дівчини, відмовляється. Він вірить у більш дипломатичне рішення і підозрює, що деякі з його радників мають злі наміри.
Інес не підозрює про небезпеку, яка їй може загрожувати, та навіть має можливість бачитися з чоловіком. Вона живе лише заради Педро та дитини. Інфанта, попри те, що принц Педро зачепив її гордість, впадає в симпатію до Інес. Вона розповідає їй про загрози, які її чекають, та пропонує поїхати разом до Наварри. Таким чином вона може бути врятована, але Інес відмовляється: вона вірить у доброту короля і не хоче покидати коханого чоловіка.
Інес залишається при дворі й має довгу розмову з королем Ферранте. Він довіряється дівчині і розповідає їй про муки від влади та про свою втому. Інес зізнається, що носить дитину Педро. Розмова продовжується, і Ферранте нарешті наказує Інес вийти в супроводі чотирьох своїх охоронців. Коли вона вийшла, стає зрозуміло, що король вирішив позбавитись від неї. Незважаючи на свої сумніви, він не робить жодних дій, щоб врятувати її. За мить він втрачає свідомість та помирає. Тіло Інес виносять на ношах. Переповнений емоціями Педро плаче над дружиною, а присутні присягають йому на вірність. Тіло Ферранте залишається на самоті, покинуте.

## Відомі постановки та адаптації
- У 1971 році п'єсу поставив Жан Дешам на Каркассонському фестивалі та фестивалі в Колліурі.

- У 2008 році Жан-Лоран Коше поставив п'єсу в Театрі 14 Жан-Марі Серро, щоб відновити темряву і гумор п'єси, а також силу характерів Ферранте та Інес (у виконанні Жана-Лорана Коше та Катрін Гріффоні).

- У 1961 та 2009 роках відбулись адаптації п'єси на телебаченні.

- У 2011 році відбулась прем'єра балету на дві дії, поставленного Кадером Белярбі
- У 1944 році з-під рук режисера Жозе Лейтао де Барроса вийшов на екрани португало-іспанський фільм.